# Strukovno udruženje
Strukovno udruženje (takođe se naziva profesionalno telo, profesionalna organizacija ili profesionalno društvo) nastoji da unapredi određenu profesiju, interese pojedinaca koji se bave tom profesijom i javni interes. U Sjedinjenim Državama takvo udruženje je obično neprofitna organizacija za poreske svrhe.

## Uloge
Uloge profesionalnih udruženja su različito definisane: „Grupa ljudi koji se bave naučnim zanimanjem kojima je povereno da zadrže kontrolu ili nadzor nad zakonitom praksom zanimanja”; takođe telo koje deluje tako „da štiti javni interes”; organizacije koje „zastupaju interese profesionalnih praktičara”, i tako „deluju da bi zadržale vlastiti privilegovani i moćni položaj kontrolnog tela”. U Velikoj Britaniji, Savet za nauku definiše profesionalno telo kao „organizaciju sa individualnim članovima koji se bave nekom profesijom ili zanimanjem u kojoj ta organizacija ima nadzor nad znanjem, veštinama, ponašanjem i bavljenjem tom profesijom ili zanimanjem”. Agencija za osiguranje kvaliteta pravi razliku između statutarnih tela i regulatora koji „imaju ovlašćenja parlamenta da regulišu profesiju ili grupu profesija i štite upotrebu profesionalnih zvanja” i profesionalna tela koja su „nezavisne članske organizacije koje nadgledaju aktivnosti određene profesije i zastupaju interese [svojih] članova” koja „mogu na dobrovoljnoj osnovi ponuditi registraciju ili potvrdu neregulisanih zanimanja.”
Većina profesionalnih organizacija globalnog opsega (pogledajte Spisak međunarodnih profesionalnih udruženja) nalazi se u Sjedinjenim Državama. SAD su često vodile transformaciju različitih zanimanja u profesije, proces opisan u akademskoj literaturi kao profesionalizacija.
Mnoga stručna tela su uključena u akreditaciju diploma, definisanje i ispitivanje veština i kompetencija neophodnih za praksu osobe i dodeljivanje profesionalnih sertifikata koji ukazuju na to da je data osoba kvalifikovana za predmetnu oblast. Ponekad je članstvo u profesionalnom telu sinonim za sertifikaciju, mada ne uvek. Članstvo u profesionalnom telu, kao zakonski uslov, može u nekim profesijama predstavljati primarnu formalnu osnovu za sticanje pristupa i uspostavljanje prakse u toj profesiji; pogledajte licenciranje.
Mnoga profesionalna tela takođe deluju kao učena društva za akademske discipline u osnovi njihovih profesija.

## Literatura
- Garrelts, Frank (1998). Märkte im Umbruch – Kooperationen als Chance im Handel (Markets on the move – trade associations as a business opportunity. ISBN 3-406-43993-4.), München: Beck 1998, , abstract in English available here
- Sutton, Antony (1975). FDR and Wall Street (на језику: енглески). New Rochelle, NY: Arlington House. ISBN 0-87000-328-3.
- Aldcroft, D. H. and Oliver, M. J., eds. Trade Unions and the Economy, 1870–2000. (2000).
- Campbell, A., Fishman, N., and McIlroy, J. eds. British Trade Unions and Industrial Politics: The Post-War Compromise 1945–64 (1999).
- Clegg, H.A. et al. A History of British Trade Unions Since 1889 (1964); A History of British Trade Unions Since 1889: vol. 2 1911–1933. (1985); A History of British Trade Unionism Since 1889, 3  1934–51 (1994), The major scholarly history; highly detailed.
- Davies, A. J (1996). To Build a New Jerusalem: Labour Movement from the 1890s to the 1990s. Abacus. ISBN 978-0-349-10809-4..
- Laybourn, Keith (1992). A history of British trade unionism c. 1770–1990.
- Minkin, Lewis (1991). The Contentious Alliance: Trade Unions and the Labour Party. ISBN 978-0-7486-0404-3..
- Pelling, Henry (1987). A history of British trade unionism. Penguin Books. ISBN 978-0-14-022764-2.
- Wrigley, Chris, ур. (1997). British Trade Unions, 1945–1995. Manchester University Press.
- Zeitlin, Jonathan (1987). „From labour history to the history of industrial relations.”. Economic History Review. 40 (2): 159—184. JSTOR 2596686. doi:10.2307/2596686.. Historiography
- Directory of Employer's Associations, Trade unions, Joint Organisations. H.M. Stationery Office. 1986. ISBN 0-11-361250-8.. published by HMSO (Her Majesty's Stationery Office) on 1986
- Arnesen, Eric, ур. (2006). Encyclopedia of U.S. Labor and Working-Class History. Taylor & Francis. ISBN 0415968267.. 3 vol; 2064pp; 650 articles by experts excerpt and text search
- Beik, Millie, ур. (2005). Labor Relations: Major Issues in American History. Bloomsbury Academic. ISBN 0313318646.. over 100 annotated primary documents excerpt and text search
- Boris, Eileen, and Nelson Lichtenstein, ур. (2002). Major Problems In The History Of American Workers: Documents and Essays.
- Brody, David. In Labor's Cause: Main Themes on the History of the American Worker (1993) excerpt and text search
- Dubofsky, Melvyn, and Foster Rhea Dulles (2004). Labor in America: A History.. textbook, based on earlier textbooks by Dulles.
- Taylor, Paul F (1993). The ABC-CLIO Companion to the American Labor Movement.. short encyclopedia
- Zieger, Robert H., and Gilbert J. Gall (2002). American Workers, American Unions: The Twentieth Century (3rd изд.). JHU Press. ISBN 080187078X.
- Berghahn, Volker R., and Detlev Karsten. Industrial Relations in West Germany (Bloomsbury Academic, 1988).
- European Commission, Directorate General for Employment, Social Affairs & Inclusion: Industrial Relations in Europe 2010.
- Gumbrell-McCormick, Rebecca, and Richard Hyman (2013). Trade unions in western Europe: Hard times, hard choices. Oxford UP.
- Hodder, A. and L. Kretsos, eds. Young Workers and Trade Unions: A Global View (Palgrave-Macmillan, 2015). review
- Kester, Gérard. Trade unions and workplace democracy in Africa (Routledge, 2016).
- Kjellberg, Anders. „"The Decline in Swedish Union Density since 2007"”. 1 (1). август 2011., Nordic Journal of Working Life Studies (NJWLS) , pp. 67–93.
- Kjellberg, Anders (2017) The Membership Development of Swedish Trade Unions and Union Confederations Since the End of the Nineteenth Century (Studies in Social Policy, Industrial Relations, Working Life and Mobility). Research Reports 2017:2. Lund: Department of Sociology, Lund University.
- Lipton, Charles (1973) [1967]. The Trade Union Movement of Canada: 1827–1959 (3rd изд.). Toronto, Ont.: New Canada Publications.
- Markovits, Andrei (2016). The Politics of West German Trade Unions: Strategies of Class and Interest Representation in Growth and Crisis. Routledge.
- McGaughey, Ewan, 'Democracy or Oligarchy? Models of Union Governance in the UK, Germany and US' (2017) ssrn.com
- Misner, Paul (2015). Catholic Labor Movements in Europe. Social Thought and Action, 1914–1965.. online review
- Mommsen, Wolfgang J., and Hans-Gerhard Husung, eds. The development of trade unionism in Great Britain and Germany, 1880–1914 (Taylor & Francis, 1985).
- Orr, Charles A (1966). „Trade Unionism in Colonial Africa”. Journal of Modern African Studies. 4 (1): 65—81. JSTOR 159416. doi:10.1017/S0022278X00012970.
- Panitch, Leo & Swartz, Donald (2003). From consent to coercion: The assault on trade union freedoms, third edition. Ontario: Garamound Press.
- Ribeiro, Ana Teresa (2016). „Recent Trends in Collective Bargaining in Europe.”. e-Journal of International and Comparative Labour Studies. 5 (1). . „online”. Архивирано из оригинала 11. 01. 2017. г. Приступљено 15. 11. 2020.
- Taylor, Andrew (1989). Trade Unions and Politics: A Comparative Introduction. Macmillan.
- Upchurch, Martin, and Graham Taylor (2016). The Crisis of Social Democratic Trade Unionism in Western Europe: The Search for Alternatives. Routledge.
- Visser, Jelle (2006). „Union membership statistics in 24 countries.”. Monthly Labor Review. 129. online
- Visser, Jelle. "ICTWSS: Database on institutional characteristics of trade unions, wage setting, state intervention and social pacts in 34 countries between 1960 and 2007." Institute for Advanced Labour Studies, AIAS, University of Amsterdam, Amsterdam „online”. 2011. Архивирано из оригинала 28. 04. 2020. г. Приступљено 15. 11. 2020.
- Andrew Delano Abbott (1988). The System of Professions: Essay on the Division of Expert Labour. Chicago: University of Chicago Press. ISBN 978-0-226-00069-5.
- Tracey Adams (2009). „Regulating Professions in Canada: Interprovincial Differences across Five Provinces”. Journal of Canadian Studies. 43 (1).,
- Jeffrey L. Berlant (1975). Profession and Monopoly: A Study of Medicine in the United States and Great Britain. University of California Press. ISBN 0-520-02734-5.. Berkeley, CA: University of California Press, 1975.
- Charlotte G. Borst, Catching Babies: Professionalization of Childbirth, 1870–1920, Cambridge, MA: Harvard University Press, 1995
- William Darity (2008). Professionalization. Detroit: Macmillan References USA..
- Robert Dingwall. Essays on Professions. Aldershot.. England: Ashgate, 2008.
- Eyre and Spottiswoode, Professional handbook, dealing with professions in the colonies / issued by the Emigrants Information Office Early Canadiana Online., 1892.
- Eliot Freidson (1970). Profession of Medicine: A Study of the Sociology of Applied Knowledge. Chicago: University of Chicago Press.
- Coline D. Howell (1981). „Reform and the Monopolistic Impulse: The Professionalization of Medicine in the Maritimes”. Acadiensis: Journal of the History of the Atlantic Region. 11 (1).
- Merle Jacobs and Stephen, E Bosanac, The Professionalization of Work, Whitby, ON: de Sitter Publications, 2006
- Terence James Johnson. Professions and Power. Palgrave MacMillan.. (Study in Sociology Series), London:, 1972
- Benton JF. (1985) „Trotula, Women's Problems, and the Professionalization of Medicine in the Middle Ages”. Bulletin of Historical Medicine. 59 (1): 30—53. пролеће 1985..
- Alice Beck Kehoe, Mary Beth Emmerichs, and Alfred Bendiner (2000). Assembling the Past: Studies in the Professionalization of Archaeology. University of New Mexico Press. ISBN 978-0-8263-1939-5.
- Lori Kenschaft (2008). Professions and Professionalization. Oxford University Press.
- Jens Lachmund (1998). „Between scrutiny and treatment: physical diagnosis and the restructuring of 19th century medical practice.”. Sociology of Health & Illness.
- Gary R. Lowe and P. Nelson Reid, The Professionalization of Poverty: Social Work and the Poor in the Twentieth Century (Modern Applications of Social Work), Aldine de Gruyter, 1999
- Gary Lee Downey, and Juan Lucena, Knowledge and professional identity in engineering: code-switching and the metrics of progress, Academic Search Complete,2004
- Keith M. Macdonald, The Sociology of the Professions, London: Sage Publications Ltd, 1995
- Linda Reeser, Linda Cherrey, and Irwin Epstein (1990). Professionalization and Activism in Social Work. Columbia University Press. ISBN 0-231-06788-7.
- Patricia M. Schwirian (1998). Professionalization of Nursing: Current Issues and Trends. Philadelphia: Lippencott. ISBN 0-7817-1045-6.. 1998,
- Yehouda Shenhav (1995). From Chaos to Systems: The Engineering Foundations of Organization Theory, 1879–1932. Sage Publications..
- Howard M Vollmer, and D L Mills, Professionalization, New Jersey: Prentice Hall, 1966
- Ivan Waddington (1990). „The Movement Towards The Professionalization Of Medicine”. BMJ. 301 (6754).
- Anne Witz (1992). Professions and Patriarchy. London: Routledge.
- Donald Wright (2005). The Professionalization of History in English. Toronto: University of Toronto Press.